# Calera
Calera é um município do estado de Zacatecas, no México. Oficialmente tem o nome de Calera de Vicor Rosales, esta cidade faz fronteira ao norte com as cidades de Enrique Estrada, e Villa de Cos, ao leste de Pánuco, ao sul de Morelos e a capital Zacatecas e no oeste com Fresnillo e Jeréz.

## Toponímia
O nome de Calera veio de uma atividade que agora parece lenda, a produção de cal foi utilizada em algumas construções da capital e incluem a Catedral,é historicamente difícil de ser provado, porque quando se estabeleceram os habitantes os fundadores da cidade não se trabalhava com a cal, porém, uma bela tradição de perpetuar o nobre trabalho desses homens é encontrá-lo na argamassa que une as pedras do edifício monumental que expressa a arte e a religião de um povo.
É um privilégio para o povo de Calera que em 14 de janeiro de 1901 por um decreto especial da capital do distrito tenha acrescentado o nome de Victor Rosales "Benfeitor da Pátria", nomeado para o Congresso Nacional.

## História
Devido à grande atividade de mineração no norte, na Nova Galicia e Nova Vizcaya que hoje é o estado de Durango, foi a necessidade de estabelecer comunicação com a capital da Nova Espanha, em 1563, o Beato Frei Sebastião de Aparício estabeleceu caminho de Nova Vizcaya, para a Cidade do México. No final do século XVI, estavam em grande número na exploração mineral, mas diferiam em Nueva Galicia, Zacatecas que haviam de florescer na cidade e ocupou tanto a atenção do governo colonial pela abundância de seus produtos, e a dinâmica que tinha sido relatada pelo comércio seguro para relatar esse centro de mineiro na capital da colônia, foi estabelecido presidio e vilas espanholas e foi fundada como um abrigo de estradas. As cidades mineradoras da época de eram Zacatecas e Santa Barbara. Don Ezequiel Dueñas diz em suas notas históricas sobre a cidade de Calera, quando os primeiros colonos se estabeleceram em terras arrendadas para a Hacienda San José del Maguey.
Calera nasceu como uma vila a mais no caminho da prata, localizados perto da Real de Minas de Fresnillo como da muito nobre e Noble cidade de Nossa Senhora dos Zacatecas. Seus primeiros habitantes foram os povos calmos e pacíficos que tinham  como ofício alimentar os animais que eram usados nos transportes do minério encontrado. A Hacienda del Maguey ao qual pertenciam algumas das terras que hoje compõem o município de Calera, eram médias explorações agrícolas, possivelmente a sua divisão foi feita a mudança de propriedade em meados do século XVIII.

## Gorgrafia
Calera esta localizada na região central do estado de Zacatecas e ao sul do trópico de câncer, aos 23° 27´ 02” latitude norte e aos 102° 55´ 10” longitude oeste do meridiano de Greenwich. O município está a 2.174 metros acima do nível do mar.

### Extensão
A área é de 389 km² ocupando o quadragésimo lugar com relação a superfície de outros municípios d estado.

### Topografia
A superfície do estado de Zacatecas se caracteriza por seu relevo montanhoso, e a área ocupada pelo município de Calera é de  ondulações simples, com suaves colinas que a compõem, não tem elevações de importância dentro do município, nos limites com Jeréz se localiza os morros de Ñates e Burro, onde se unem os municípios de Pánuco, Villa de Cos e Calera, que se encontram no morro de  Tinaja, importante depósitos de pedra ônix, 2.174 metros sobre o nível do mar.

### Hidrografia
O município de Calera é igual a todo estado de Zacatecas, predomina a escassez de correntes de égua tanto superficiais como subterrâneas, seu regime pluviométrico é um dos mais baixos, 570 mm. em uma média anual. Existe um riacho torrencial que atravessa o povoado de noroeste a sudeste, e pequenas lagoas cujo armazenamento de água é maior, somente quando temporada de chuvas é excepcionalmente abundante. Na colônia Ramón López Velarde havia um manancial de nome Toribio, que foi explorado em séculos passados, quando o leito fazia parte da fazenda de Bañón, em 1904 o acondicionaram como um balneário. A maior parte da região, foi declarada zona proibida para desmatamento. Assim os recursos hidrográficos do município que formaram um valioso potencial produtivo exige racionalidade na sua utilização.

### Clima
Embora o clima geral de Zacatecas seja seco, com uma temperatura média anual de 24 °C, uma uma precipitação pluvial média de 570 mm, no centro do estado onde se localiza o município de Calera, o clima semi-seco, e no sul no  é semi-úmido. O clima do município de Calera se enquadra nas características do semi-seco temperado com um verão de chuvas irregulares que podem oscilar entre os 400 e 700 mm. E um inverno com chuvas ocasionais. As temperaturas máximas se registram no mês de maio, nos últimos três anos tem ultrapassado 30 °C, e a menor em janeiro que pode chegar a miníma de -11 °C. Os ventos dominantes fluem de noroeste e sudoeste com uma maior ação de novembro a abril.
| Dados climatológicos para Calera                  | Dados climatológicos para Calera | Dados climatológicos para Calera | Dados climatológicos para Calera | Dados climatológicos para Calera | Dados climatológicos para Calera | Dados climatológicos para Calera | Dados climatológicos para Calera | Dados climatológicos para Calera | Dados climatológicos para Calera | Dados climatológicos para Calera | Dados climatológicos para Calera | Dados climatológicos para Calera | Dados climatológicos para Calera |
| Mês                                               | Jan                              | Fev                              | Mar                              | Abr                              | Mai                              | Jun                              | Jul                              | Ago                              | Set                              | Out                              | Nov                              | Dez                              | Ano                              |
| ------------------------------------------------- | -------------------------------- | -------------------------------- | -------------------------------- | -------------------------------- | -------------------------------- | -------------------------------- | -------------------------------- | -------------------------------- | -------------------------------- | -------------------------------- | -------------------------------- | -------------------------------- | -------------------------------- |
| Temperatura máxima recorde (°C)                   | 26                               | 28                               | 32                               | 33                               | 37                               | 36                               | 33                               | 30                               | 29                               | 29                               | 28                               | 28                               | 30                               |
| Temperatura máxima média (°C)                     | 23                               | 23                               | 27                               | 30                               | 30                               | 32                               | 27                               | 27                               | 26                               | 26                               | 25                               | 22                               | 24                               |
| Temperatura mínima média (°C)                     | −1                               | −2                               | 1                                | 3                                | 5                                | 8                                | 8                                | 10                               | 9                                | 6                                | 0                                | 0                                | 7                                |
| Temperatura mínima recorde (°C)                   | −11                              | −8                               | −7                               | −2                               | 2                                | 4                                | 6                                | 7                                | 0                                | −1                               | −6                               | −11                              | −4                               |
| Precipitação (mm)                                 | 123                              | 42                               | 14                               | 26                               | 56                               | 170                              | 244                              | 182                              | 140                              | 99                               | 66                               | 42                               | 540                              |
| Fonte: Servicio Meteorológico Nacional 27/04/2010 |                                  |                                  |                                  |                                  |                                  |                                  |                                  |                                  |                                  |                                  |                                  |                                  |                                  |

## Principais Ecosistemas

### Flora
No VII Censo Agropecuário de gado, não foi registrado no município de Calera nenhuma reserva montosa ou florestais, pois a maioria dos seus 39.318,3 km² tem sido dedicada à agricultura sacrificando a vegetação natural.
A flora composta de comunidades vegetais composto por opuntia leucotricha, primrose cantabrigiensis, ratrero imbricata, steptacantha cardenche, cacto, etc. Completamente estas comunidades vegetais: Prosopis sp, algaroba, acácias, unha-de-gato, palmeiras, pimenta, pastagem e trepadeiras.
Esta vegetação formada por montanhas foram utilizadas para pastagens e rebanhos de maguey nas propriedades. Ao abrir a terra sem uma preocupação com a preservação do equilíbrio ecológico, permanecem nessas comunidades vegetais entre os limites das terras às margens do riacho, e em algumas áreas que não podem ser úteis para plantar como pastagens.

### Fauna
A fauna depende da flora quando ninguém está disponível, que oferece condições de habitat necessárias à sua sobrevivência, de forma selvagem é escasso, a conservação das comunidades vegetais em pequenos mamíferos, como lebres, coelhos, coiote e não é facilmente encontrada, também sobrevivem répteis, entre outros, as cobras, alicates, lagartos, etc
Da família de aves tem chileros, pombos, alguns pássaros e aves de rapina. Ela também preserva o fenômeno de aves migratórias, como as andorinhas que chegam no início da primavera para reprodução feita nos galpões das casas e passar o verão, as gruas que chegam no outono e migram para o fim do inverno.

### Recursos Naturais
Os principais recursos naturais são as terras que serviram por muitos anos para crescer, pimenta, feijão, cebola, o alho. Outro recurso importante é a água potável, porque tem instalado empresas de alta produção, como Cia Cervejeira de Zacatecas.

### Classificação e Uso do Solo
Os estratos geológicos do município de Calera estão classificados dentro do período quaternário das eras Cenozoica e Mesozoica. Calera fica localizada na província da Mesa Central, e na Sub província denominada: Llanos e Serra Potosino-Zacatecana.
A parte do Llano aluviais situado a 2.000 metros sobre o nível do mar que estendem até o norte, desde Fresnillo até Cañitas de Felipe Pescador e até o sudeste de Víctor Rosales. Seu piso é de caliche horizonte petrocálcico há pequenas serras dispersas e franjas alargadas chamadas bajíos, nestes lugares tem solos profundos dedicados em sua maior parte a agricultura.
De alguma maneira esses bajíos pode se considerar franjas coleta de água nas reservas, para coletar água das chuvas da estação, que são muito superiores aos correspondentes à precipitação. No município em geral, corresponde ao tipo de regiões áridas e semi-áridas e as variedades são xerosol, correspondendo a ócrico cuja principal característica é a sua pobreza em matéria orgânica.
Um dos tipos da região é o xerosol lúvico, com leito de rocha lítica, e um espessura de 20 a 45 cm. com textura média. Outro tipo de xerosol tem como leito de rocha petrocálcica (caliche) textura média e uma espessura de 30 a 70 cm. se chama terra vermelha. Em menor quantindade que o xerosol, se localizam áreas de yermosol, também de horizonte ócrico, outra variedade de solo que se localiza em Calera é o castañozem que pertence ao horizonte mólico que é luvico sem salinidade; seu leito é de rocha petrocálcina, tem textura média e sua espessura vai dos 35 aos 80 cm. Também se localizam solos classificados como feozem, pertencentes ao horizonte mólico de possibilidades produtivas moderadas. Se localizam também franjas de litosol eútrico com uma espessura aproximada de 10 cm. Com pouca potencialidade produtiva que só resistem um pastejo muito moderado.

## Informações Gerais
Calera é uma das cidades que mais crescem em Zacatecas, com mais de 38.189 pessoas. O município possui boas condições de transporte e conta com aeroporto international, rodovias de acesso para diversas áreas do país, bem como a ferrovia. Calera também é uma importante área industrial em Zacatecas, como na fabricação de móveis de madeira, suco, água purificada, sementes secas e processamento de  chili. Calera também abriga a maior cervejaria na América Latina chamada (Corona). E 97% da população de Calera é católica e protestante sendo 3%.
Calera foi diminuindo na medida de município pela recomendação de Benito Juárez, foi por estas terras quando lutava pela independência da república mexicana. Foi em Calera, onde Pancho Villa se alojou e  planejou a Tomada de Zacatecas.